# Micro-région de Berettyóújfalu
La micro-région de Berettyóújfalu (en hongrois : berettyóújfalui kistérség) est une micro-région statistique hongroise rassemblant plusieurs localités autour de Berettyóújfalu.